# Dans la brume
Dans la brume (bra: O Último Suspiro; prt: Pânico na Bruma; esp: La bruma; usa: Just a Breath Away) é um filme franco-canadense de ficção científica de 2018 dirigido por Daniel Roby e estrelado por Romain Duris e Olga Kurylenko.
O filme foi lançado na França em 4 de abril de 2018. Foi exibido na noite de estreia no Fantasia International Film Festival. No Brasil, foi lançado pela California Filmes, e também foi apresentado pela Bonfilm no Festival Varilux de Cinema Francês 2018.

## Enredo
A menina parisiense Sarah faz parte de um grupo de crianças que tem uma misteriosa síndrome autoimune de “alergia total” que as obriga a viver em cápsulas hermeticamente fechadas, enquanto seus pais, os cientistas Mathieu e Anna, procuram desesperadamente por uma cura. Logo depois, Mathieu retorna do Canadá com notícias de um possível avanço. Um tempo depois, ocorre um aparente terremoto, seguido pela liberação de um gás mortal que emerge do solo e começa a se espalhar pelas ruas de Paris, matando todos os que nele ficam presos e inalando os vapores tóxicos. Felizmente, o gás revela-se mais pesado que o ar, e Mathieu e Anna encontram refúgio acima da névoa no apartamento de seus vizinhos idosos, Lucien e Colette, no último andar. Sarah é forçada a permanecer em sua bolha no apartamento da família, cheio de neblina, onde a bolha agora está limitada apenas ao modo de bateria para manter seu sistema de filtragem de ar funcionando.

## Elenco
- Romain Duris como Mathieu
- Olga Kurylenko como Anna
- Fantine Harduin como Sarah
- Michel Robin como Lucien
- Anna Gaylor como Colette
- Réphaël Ghrenassia como Noé

## Recepção
Na França, o filme tem uma nota média de 3,4/5 no AlloCiné calculada a partir de 7 resenhas da imprensa. No agregador de críticas Rotten Tomatoes, que categoriza as opiniões apenas como positivas ou negativas, o filme tem um índice de aprovação de 45% calculado com base em 11 comentários dos críticos. Por comparação, com as mesmas opiniões sendo calculadas usando uma média aritmética ponderada, a nota é 5.50/10.

## Prêmios e indicações
O filme recebeu oito indicações no 7º Canadian Screen Awards em 2019, incluindo Melhor Filme.